# 一色八郎
一色 八郎（いっしき はちろう、1922年1月2日 - 1995年1月20日）は、日本の児童教育研究家、手の工学研究家。手を通じた児童教育および箸に関する研究を行った。

## 来歴・人物
1922年、兵庫県氷上郡生まれ。帝国女子大学、大阪社会事業短期大学、園田学園女子短期大学で講師を勤める。1995年1月20日午前1時12分、心不全のため兵庫県川西市の病院で逝去、73歳。葬儀と告別式は同市内の葬儀場で行われ喪主は妻が務めた。
日本科学造形教育研究所主宰、兵庫県生物学会常任理事、日本箸工学研究所手の工学研究家。

## 受賞歴
- 1966年 - 兵庫県生物学会研究奨励賞。
- 1989年 - 芸術文化団体・半どんの会、文化功労賞。
- 1991年 - 『箸の文化史 ― 世界の箸・日本の箸』で第45回毎日出版文化賞。

## 著作
- 箸の文化史 ― 世界の箸・日本の箸 御茶の水書房 1990/12 ISBN 9784275014061 改訂版 1993/01 ISBN 9784275014917 新装版 1998/08 ISBN 9784275017314
- 「手」の不思議 PHP研究所 1993/10 ISBN 9784569565866
- 子どもは手で考える ― 0歳からの能力開発 日本放送出版協会 1993/05 ISBN 9784140800980
- 箸（はし） 保育社 1991/11 ISBN 9784586508167
- 日本人はなぜ箸を使うか 大月書店 1987/07 ISBN 9784272600267
- お母さんは科学博士 ― 子どもたちの?に答えるために 神戸新聞総合出版センター 1983/07 ISBN 9784875218104
- 幼児は手からかしこくなる ― 0歳からの頭脳開発 学研の家庭教育シリーズ 学研マーケティング 改訂版 1986/08 ISBN 9784051023348
- 自然・科学あそび100 チャイルド本社 1985/04 ISBN 9784805491331
- 幼児の手の発達と文字の指導 黎明書房 1985/04 ISBN 9784654060528
- 幼児のための科学あそび ひかりのくに ISBN 9784564603037
- 図説3・4・5歳児の数指導 教育出版 1984/05 ISBN 9784316362908
- 理科工作あそび ― 動くおもちゃ こどものための造形教室（中山蛙との共著） 主婦と生活社 1979/11 ISBN 9784391105315
- 幼児の手と道具 黎明書房 1981/08
- でんちあそび ― 楽しい手づくりあそび こどものための造形教室（加藤晃との共著） 主婦と生活社 1987/02
- 手のはなし100話 ― 手は見える脳である 教育出版 1982/11
- 手の労働と文字あそび 鳩の森書房 1978/10
- 手の労働（はたらき）と数あそび 鳩の森書房 1979/06
- 図説手の世界 教育出版 1980/09
- 新でんちあそび ― こどものための造形教室（浅野輝雄との共著） 主婦と生活社 1982/08
- 4、5歳児の科学あそび 指導者の手帖 黎明書房 1981/12
- 3歳児の科学あそび 指導者の手帖 黎明書房 1981/02
- 5、6歳児の科学あそび 指導者の手帖 黎明書房 1981/12
- 子どもは手からかしこくなる ― 0歳からの頭脳開発 学研の家庭教育シリーズ（伊藤忠彦との共著） 学研マーケティング 1980/12
- お母さんもいっしょおもしろい理科の学習 鳩の森書房 1977/12
- 新教养系列―智能开发从手开始 北京外文出版社 1999/11
- 智能開發從手開始 台湾英文雑誌社 1984/01 ISBN 9576323053